# Jan Pyszko (1881–1940)
Jan Pyszko (ur. 3 maja 1881 w Mostach, zm. wiosną 1940 w Katyniu) – major piechoty Wojska Polskiego, działacz niepodległościowy, kawaler Orderu Virtuti Militari, ofiara zbrodni katyńskiej.

## Życiorys
Urodził się 3 maja 1881 w Mostach, w rodzinie Pawła i Ewy z Muchowskich. Absolwent Gimnazjum Realnego w Cieszynie, rozpoczął naukę w Szkole Górniczej w Morawie Ostrawskiej. Pracował jako urzędnik w kopalni w Brzeszczach a następnie jako urzędnik Banku Rolnego we Frysztacie. Działał w Towarzystwie Szkoły Ludowej, Komitecie Przyjaciół Harcerzy i był członkiem „Sokoła”.
W 1914 wstąpił do 2 pułku piechoty Legionów Polskich. W czasie służby w Legionach awansował kolejno na chorążego (11 listopada 1914), podporucznika (26 maja 1915) i porucznika (1 listopada 1915). Był komendantem plutonu w 8 kompanii. Ranny pod Kaniowem, dostał się do niewoli niemieckiej. Uciekł i ukrywał się na Ukrainie. 
W październiku 1918 wstąpił do kompanii ppłk. Żukowskiego „Orlika”. Po powrocie do kraju przydzielony na komendanta szkoły podoficerskiej 33 pułku piechoty. W latach 1919–1920 uczestniczył w przygotowaniach do plebiscytu na Śląsku Cieszyńskim. 15 lipca 1920 roku został zatwierdzony z dniem 1 kwietnia 1920 roku w stopniu majora, w piechocie, w grupie oficerów byłych Legionów Polskich. Później został przeniesiony 37 pułku piechoty w Kutnie.
Był słuchaczem doszkalającego kursu przy Dowództwie Okręgu Generalnego Łódź. 3 maja 1922 roku został zweryfikowany w stopniu majora ze starszeństwem z dniem 1 czerwca 1919 roku i 227. lokatą w korpusie oficerów piechoty. 10 lipca 1922 roku został zatwierdzony na stanowisku dowódcy batalionu. W 1923 był dowódcą batalionu sztabowego pułku. W 1925 kwatermistrzem pułku. W 1926 wysłany na kurs doskonalenia oficerów sztabowych. 19 lipca 1926 roku został przesunięty na stanowisko dowódcy II batalionu. 20 października 1926 roku został przydzielony na stanowisko oficera placu Skierniewice. Z dniem 31 maja 1927 roku został przeniesiony w stan spoczynku. W 1934 roku pozostawał w ewidencji Powiatowej Komendy Uzupełnień Grodzisk Mazowiecki. Posiadał przydział do Oficerskiej Kadry Okręgowej Nr I. Był wówczas „przewidziany do użycia w czasie wojny”.
W kampanii wrześniowej wzięty do niewoli przez sowietów, osadzony w Kozielsku. Został zamordowany wiosną 1940 w lesie katyńskim. Figuruje na liście wywózkowej 015/2 z 5 kwietnia 1940, poz. 14.
5 października 2007 roku Minister Obrony Narodowej Aleksander Szczygło mianował go pośmiertnie na stopień podpułkownika. Awans został ogłoszony 9 listopada 2007 roku, w Warszawie, w trakcie uroczystości „Katyń Pamiętamy – Uczcijmy Pamięć Bohaterów”.

## Ordery i odznaczenia
- Krzyż Srebrny Orderu Wojskowego Virtuti Militari nr 6983[12] – 17 maja 1922[13]
- Krzyż Niepodległości – 2 sierpnia 1931 „za pracę w dziele odzyskania niepodległości”[14]
- Krzyż Walecznych czterokrotnie
- Odznaka za Rany i Kontuzje z dwiema gwiazdkami[15]
- Medal Zwycięstwa[15]

## Zobacz
- jeńcy polscy w niewoli radzieckiej (od 1939 roku)
- obozy NKWD dla jeńców polskich
- ofiary zbrodni katyńskiej – zamordowani w Katyniu
- zbrodnia katyńska